# Sobolivka, Korosten
Sobolivka (în ucraineană Соболівка) este un sat în comuna Hotînivka din raionul Korosten, regiunea Jîtomîr, Ucraina.

## Demografie
Componența lingvistică a localității Sobolivka
     Ucraineană (99,29%)
     Alte limbi (0,71%)
Conform recensământului din 2001, majoritatea populației localității Sobolivka era vorbitoare de ucraineană (99,29%), existând în minoritate și vorbitori de alte limbi.